# Vigneulles-lès-Hattonchâtel
 Vigneulles-lès-Hattonchâtel  là một xã thuộc the tỉnh Meuse trong vùng Grand Est đông bắc nước Pháp. Xã này nằm ở khu vực có độ cao trung bình 259 mét trên mực nước biển. Dân số theo điều tra năm 1999 của INSEE là 1371 người.
Tại đây có lâu đài Hattonchâtel